# Las Zakrzowski
Las Zakrzowski – kompleks leśny położony w północno-wschodniej części Wrocławia. Las ten stanowi południowy fragment większego obszaru leśnego, leżącego w większej części poza granicami Wrocławia – w Gminie Długołęka. Powierzchnia Lasu Zakrzowskiego wynosi 72 ha.
Las Zakrzowski położony jest pomiędzy osiedlami miasta Wrocławia i wsiami:
- na wschód od lasu położone jest osiedle Miłostów
- na północny wschód wieś Szczodre
- na północny wieś Pruszowice
- na zachodzie wieś Ramiszów
- na południu osiedle Zakrzów i Pawłowice.

Przez las przepływają rzeki Dobra, Przyłęk.
Las Zakrzowski jest lasem państwowym, podlegającym Regionalnej Dyrekcji Lasów Państwowych we Wrocławiu, nadleśnictwu Oleśnica Śląska.
Na południe od lasu, część kompleksu, stanowi podworski park w Pawłowicach, w którym znajduje się kilka okazałych drzew, w tym pomników przyrody. Jest to między innymi dąb szypułkowy.